# Гуцульское восстание
Гуцульское восстание, также известное как Крестьянское восстание (7 — 8 января 1919) — восстание, произошедшее после того, как в 1918 году венгерские войска вошли на территорию Гуцульской республики и ввели чрезвычайное положение, а также восстановили использование венгерского языка. Местное население, недовольное ситуацией, взбунтовалось, избрав премьер-министра Степана Клочурака и организовав вооружённые силы.

## Предыстория
С 20 по 22 декабря 1918 года венгерские войска вернулись на территорию Гуцульской республики. Это привело к объявлению чрезвычайного положения, разоружению гуцульской милиции, ликвидации Украинской народной рады и восстановлению венгерского языка в школах и правительственном общении. Бывшие венгерские чиновники были назначены на все посты местного самоуправления.
Согласно приказу, с 7 по 12 января 1919 года окружные военные команды в городах Коломыя, Стрыя и Самбора получили указание отправить боевые группы в направлении Ужгорода, Мукачево и Ясиня. Это было сделано с целью контроля коммуникаций и оказания поддержки местному населению в установлении украинских властей.

## Ход восстания
В ночь с 7 на 8 января 1919 года местное население города Рахов восстало против батальона венгерских жандармов, задержав около 500 венгерских полицейских.
Для наблюдателя извне было важно создать впечатление, что местные жители сами организовали восстание против венгерских сил и стремятся присоединиться к Украине самостоятельно.
Премьер-министром республики избран генерал Степан Клочурак. Он также принимал активное участие в организации вооруженных сил республики, которые насчитывали почти 1000 солдат. 17 января 1919 года армия вела кратковременное противостояние с оккупационными румынскими войсками в Марамароссзигете (Сигету-Мармацией), на прилегающих землях округа Марамарош. В результате этого неравного боя Гуцульщина потеряла, по разным данным, от 18 до 41 человека убитыми, от 39 до 150 человек ранеными, 400 человек попали в плен, в том числе 20 офицеров

## Последующие события
В далеком январе 1919 года гуцульское войско вместе с отрядом УГА предприняло наступление с целью освобождения Мараморощи от власти венгерской администрации и войск. Основной маршрут наступления проходил вдоль железной дороги Ясиня-Сигет. Для обеспечения безопасности пехоты использовались два вооруженных поезда, оснащенных пушками и пулеметами. В результате нескольких дней сражений в районах Белина, Рахова и Великого Бычкова, венгерские войска были разгромлены. В результате этого освободились все украинские населенные пункты в современной Раховщине и на левом берегу реки Тисы.

## Последствия
Гуцульское восстание, которое возникло в Карпатской Украине в 1918—1919 годах, имело ряд последствий. Гуцульская республика считала своей столицей город Ясиня и стремилась к присоединению к Советской Украине. На пост главы правительства был назначен Стефан Клочурак, социал-демократ, юрист и редактор с украинскими национальными взглядами.
Однако Гуцульская республика не была признана международным сообществом и была ликвидирована румынскими войсками в июне 1919 года. Это привело к оккупации республики и окончанию её существования. Территория, на которой находилась Гуцульская республика, была включена в состав Румынии.
Несмотря на неудачное завершение восстания, это событие сыграло важную роль в формировании национального самосознания гуцулов и украинцев в Закарпатье. Идеи независимости и национального единства, пропагандируемые Гуцульской республикой, оказали значительное влияние на дальнейшую историю и развитие этого региона.